# Ezequiel Atauche
Ezequiel Atauche es un empresario y político argentino. Miembro del La Libertad Avanza, es Senador de la Nación Argentina desde 2023.

## Biografía
Atauche se licenció de gestión de Marketing en la Universidad Católica de Santiago del Estero en 2007.
Miembro del Partido Renovador Federal, fue electo Senador de la Nación por Jujuy en 2023 por el bloque La Libertad Avanza, obteniendo el 38.04% de los votos.
En junio de 2024, se viralizó en redes sociales, y luego en medios locales, un video subido por la exesposa del Senador Nacional, donde la mujer le recriminaba haber llegado a su casa en aparente estado de ebriedad y con el pantalón supuestamente orinado. Luego, Atauche admitió ser la persona del video, pero se excusó explicando que se trataba de una grabación de vieja data. 
Sin embargo, un mes después, en julio de 2024, el Presidente del Bloque de Senadores Nacionales de La Libertad Avanza fue detenido por la policía mientras conducía ebrio, con 1,5 g/L de alcohol en sangre. Atauche reaccionó a la detención agrediendo a dos oficiales y fue demorado por atentado y resistencia a la autoridad.En 2025 una investigación periodística reveló que el senador habría ofrecido 300 mil dólares para provocar un accidente a su exmujer y armar una causa contra su abogado, plantando drogas y armas. El relato proviene de un puntero político jujeño que trabajó con Atauche en las elecciones y que lo acusó públicamente de intentar manipular pruebas y utilizar redes de punteros con fines delictivos.